# Tempuran (Bantaran)
Tempuran is een bestuurslaag in het regentschap Probolinggo van de provincie Oost-Java, Indonesië. Tempuran telt 3414 inwoners (volkstelling 2010).